# National Basketball League (Royaume-Uni)
Pour les articles homonymes, voir National Basketball League.
La National Basketball League était une ligue basket-ball au Royaume-Uni qui a existé de 1972 à 2003. Elle a alors été remplacée par la English Basketball League.

## Historique
La ligue a été créée en 1972. En 1987 un conflit se crée entre plusieurs équipes de la NBL, certaines voulant une ligue entièrement professionnelle. De cette scission va naître la British Basketball League, mais la NBL va continuer d'exister en tant que ligue mineure. Elle sera finalement remplacée en 2003 par la English Basketball League, l'élite anglaise et galloise après la BBL.

## Les équipes
- Plymouth Raiders (1983-2003)